# Prelatuur

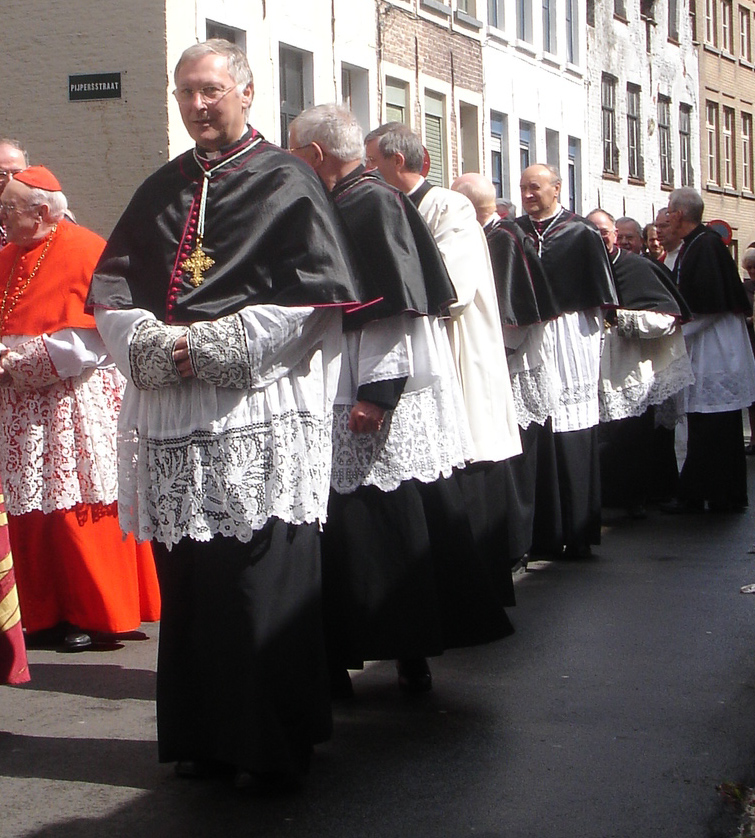
Clerusprocessie, Hemelvaartsdag, Brugge, 2008

Een prelatuur is een eenheid in de Katholieke Kerk waarin leken geïncorporeerd en seculiere priesters geïncardineerd kunnen zijn, met een prelaat aan het hoofd. Normaliter is een prelatuur geografisch afgebakend, zoals een bisdom. Er wordt dan gesproken van een territoriale prelatuur. In 1995 telde de Katholieke Kerk 56 prelaturen, bijvoorbeeld de Territoriale prelatuur Loreto.
Met het decreet Presbyterorum ordinis van 7 december 1965, heeft de Paus sinds het Tweede Vaticaans Concilie ook de mogelijkheid voorzien om een zogenaamde personele prelatuur op te richten met het oog op specifieke pastorale taken in een streek, land of op wereldschaal. Eigenlijk zou je dus kunnen spreken van een bisdom zonder afgebakend territoriaal gebied, vergelijkbaar met een congregatie. Dit gegeven biedt de personele prelatuur een belangrijke kerkelijke vrijheid, zij het wel dat de personele prelatuur altijd toestemming voor haar activiteiten moet hebben van de diocesane bisschop.
Het Opus Dei, opgericht in 1928, werd op 28 november 1982 door Paus Johannes Paulus II tot personele prelatuur verheven en is vooralsnog de enige van de Katholieke Kerk. In de Codex Iuris Canonici van 1983 betreffen de canones 294 tot en met 297 de personele prelaturen.